# Мозафереддин-шах Каджар
Мозафереддин-шах Каджар (перс. مظفرالدين شاه قاجار‎; 5 марта 1853 — 1 января 1907) — пятый шах из династии Каджаров в Персии, правил с 1896 по 1907.

## Биография
Мозафереддин — второй сын и преемник шаха Насреддина, павшего от руки убийцы 19 апреля 1896. Много лет состоял генерал-губернатором провинции Азербайджан и жил в Тебризе, где и застало его известие о смерти отца. Говорил на азербайджанском языке. Его воспитателем был Мирза-Низам — европейски образованный перс. Шах превосходно владел французским языком; по его повелению на персидский язык переведено много французских, немецких, английских и русских книг. Желание Мозафереддина продвигать просвещение в Персии ярко выразилось в том сочувствии, с которым он отнесся к работе персидского посла в Санкт-Петербург Мирза-Риза-хана («Alphabet Ruchdie», Тифлис, 1882 г.; на французском и персидском языках), имеющей целью вызвать преобразование персидской азбуки, приблизив её к общеевропейской. По инициативе Мозафереддина в Тебризе стала выходить либеральная газета «Насыри», проводящая идеи европейской цивилизации; основано высшее военное училище, в честь его названное «Музаффериэ» (преподаются, кроме военных наук, языки французский, английский, немецкий, русский, турецкий, арабский, а также естественные науки); вызваны иностранные военные инструкторы (австриец Вагнер-хан и др.), с целью переустройства персидской армии; устроены обширные казармы, значительно изменившие к лучшему гигиенические условия расположения войск. Особенно возросло расположение азербайджанцев к Мозафереддину со времени голода в их провинции, когда шах закупил в России огромные партии хлеба и продавал его по баснословно дешёвой цене.
Мозафереддин был отличным стрелком и наездником. Старший сын Мозафереддина, принц Мохаммед Али-Мирза, родился в 1872 от родной племянницы покойного Насреддина, Уммул-Хакан; он был объявлен наследником престола и назначен правителем Тебриза. Старший брат шаха, Массуд-Мирза, рожден от матери нецарской крови; до рождения Мозафереддина считался наследником престола.

## Особенности правления
Принято считать его правление неэффективным, в литературе того времени образ шаха — старый больной правитель. Он привёл страну к тяжёлому финансовому кризису. Трижды посетил Европу, взял взаймы значительную сумму денег у русского царя Николая II для оплаты своих чрезмерных дорожных расходов. Во время первого визита он способствовал введению в Париже кинематографа и основал иранское кино. Чтобы справиться с финансовыми проблемами и поддержать свой экстравагантный стиль жизни он подписал немало концессий, отдавая иностранным фирмам контроль над промышленностью и рынками страны. В результате протеста аристократии, духовенства и интеллигенции его вынудили создать Меджлис и принять конституцию в октябре 1906 с ограничениями власти шаха. В это время крупную борьбу за власть вела тюркская партия из Тебриза. Он умер от сердечного приступа через 40 дней после её подписания.

## Награды
- Большой крест ордена Красного орла (Пруссия, 1893)
- Большой крест ордена Леопольда (Австро-Венгрия, 1893)
- Орден Дома Османов (Оттоманская империя, 1900)
- Большой крест ордена Нидерландского льва (Нидерланды, 1900)
- Кавалер ордена Чёрного орла (Пруссия, 1902)
- Кавалер ордена святого апостол Андрея Первозванного (Российская империя, 1902)
- Кавалер ордена святого Александра Невского  (Российская империя, 1902)
- Кавалер ордена Белого орла (Российская империя, 1902)
- Кавалер ордена святого Станислава 1 степени (Российская империя, 1902)
- Кавалер ордена святой Анны 1 степени с бриллиантами (Российская империя, 1902)
- Кавалер ордена Золотого руна (Испания, 1902)
- Кавалер ордена Святого Благовещения  (Королевство Италия, 1903)
- Большой крест ордена святых Маврикия и Лазаря (Королевство Италия, 1903)
- Кавалер ордена Подвязки (KG) (Великобритания, 1903)
- Большой крест ордена Почётного легиона (Франция, 1903)
- Большой крест ордена Леопольда I (Бельгия, 1903)
- Большой крест ордена святого Стефана (Австро-Венгрия, 1903)
- Большой крест ордена Звезды Румынии (Румыния, 1906)